# Acantosi nigricans
L'acantosi nigricans és un signe clínic caracteritzat per una hiperpigmentació vellutada de color marró a negre, poc definida, de la pell. Se sol trobar als plecs del cos, com els plecs posterior i lateral del coll, les aixelles, l'engonal, el melic, el front i altres zones.
S'associa amb una disfunció endocrina, especialment la resistència a la insulina i la hiperinsulinèmia, tal com es veu a la diabetis mellitus. Això activa els receptors del factor de creixement similar a la insulina, la qual cosa condueix a la proliferació de queratinòcits, fibroblasts i altres cèl·lules de la pell. L'activació d'altres receptors del factor de creixement com els receptors del factor de creixement dels fibroblasts o el receptor del factor de creixement epidèrmic també en poden ser responsables.

## Causes
Típicament es produeix en individus menors de 40 anys, pot heretar-se genèticament i s'associa amb obesitat o endocrinopaties, com hipotiroïdisme, acromegàlia, malaltia de l’ovari poliquístic, diabetis resistent a la insulina o malaltia de Cushing.